# العلاقات البوليفية القطرية
العلاقات البوليفية القطرية هي العلاقات الثنائية التي تجمع بين بوليفيا وقطر.

## مقارنة بين البلدين
هذه مقارنة عامة ومرجعية للدولتين:
| وجه المقارنة                                              | بوليفيا                                          | قطر           |
| --------------------------------------------------------- | ------------------------------------------------ | ------------- |
| المساحة (كم2)                                             | 1.10 مليون                                       | 11.44 ألف     |
| عدد السكان (نسمة)                                         | 11.05 مليون                                      | 2.64 مليون    |
| الكثافة السكانية (ن./كم²)                                 | 10.05                                            | 230.77        |
| العاصمة                                                   | سوكري، لاباز                                     | الدوحة        |
| اللغة الرسمية                                             | اللغة الإسبانية، اللغة الأيمرية، كتشوا، غوارانية | اللغة العربية |
| العملة                                                    | بوليفاريو بوليفي                                 | ريال قطري     |
| الناتج المحلي الإجمالي (بليون دولار)                      | 37.51 مليار                                      | 167.61 مليار  |
| الناتج المحلي الإجمالي (تعادل القوة الشرائية) بليون دولار | 74.58 مليار                                      | 316.40 مليار  |
| الناتج المحلي الإجمالي الاسمي للفرد دولار أمريكي          | 3.08 ألف                                         | 73.65 ألف     |
| الناتج المحلي الإجمالي للفرد دولار أمريكي                 | 6.63 ألف                                         | 141.54 ألف    |
| مؤشر التنمية البشرية                                      | 0.662                                            | 0.850         |
| رمز المكالمات الدولي                                      | +591                                             | +974          |
| رمز الإنترنت                                              | .bo                                              | .qa           |
| المنطقة الزمنية                                           | 00                                               | ت ع م+03:00   |

## منظمات دولية مشتركة
يشترك البلدان في عضوية مجموعة من المنظمات الدولية، منها:
| علم المنظمة | اسم المنظمة                        | تاريخ انضمام بوليفيا | تاريخ انضمام قطر |
| ----------- | ---------------------------------- | -------------------- | ---------------- |
|             | الاتحاد البريدي العالمي            | ?                    | ?                |
|             | منظمة حظر الأسلحة الكيميائية       | ?                    | ?                |
|             | منظمة التجارة العالمية             | 12 سبتمبر 1995       | ?                |
|             | الأمم المتحدة                      | 14 نوفمبر 1945       | 21 سبتمبر 1971   |
|             | وكالة ضمان الاستثمار متعدد الأطراف | 3 أكتوبر 1991        | 22 أكتوبر 1996   |
|             | منظمة الشرطة الجنائية الدولية      | ?                    | ?                |
|             | مؤسسة التمويل الدولية              | 20 يوليو 1956        | 11 أكتوبر 2008   |
|             | الاتحاد الدولي للاتصالات           | 1 يونيو 1907         | 27 مارس 1973     |
|             | البنك الدولي للإنشاء والتعمير      | 27 ديسمبر 1945       | 25 سبتمبر 1972   |
|             | يونسكو                             | 13 نوفمبر 1946       | 27 يناير 1972    |

## وصلات خارجية
- موقع وزارة الخارجية البوليفية
- موقع وزارة الخارجية القطرية